# Jochen Oehler
Jochen Oehler (* 30. November 1942 in Erkner; † 12. Oktober 2017) war ein deutscher Verhaltens- und Neurobiologe.

## Leben
Jochen Oehler legte 1961 das Abitur in Berlin-Blankenfelde ab. Danach studierte er bis 1967 Biologie an der Humboldt-Universität zu Berlin. Oehler promovierte 1972 bei Günter Tembrock über die Bioakustik des Erlenzeisigs und erhielt den Johann-Gottlieb-Fichte-Preis I. Klasse.
1974 wechselte Oehler nach Dresden an die Medizinische Akademie „Carl Gustav Carus“. Dort arbeitete er zunächst bis 1976 in der Abteilung Automatische Patientenüberwachung. Danach wurde er wissenschaftlicher Mitarbeiter, später Oberassistent und Arbeitsgruppenleiter am dortigen Institut für Pharmakologie und Toxikologie.
1987 verteidigte er an der Humboldt-Universität seine Dissertation B Zur Dynamik und Pharmakologie neurobiologischer Veränderungen bei Störungen der Organismus-Umwelt-Beziehungen unter besonderer Berücksichtigung sozialer Isolation und erhielt 1990 die Venia legendi für Medizinische Biologie an der Medizinischen Akademie Dresden. Im gleichen Jahr wurde er Direktor des zur Ausbildung der Mediziner gegründeten Instituts für Biologie, das allerdings 1994 aufgelöst wurde. Danach leitete Oehler die Arbeitsgruppe Neurobiologie an der Klinik und Poliklinik für Psychologie und Psychiatrie.
1995 wurde Oehler zum außerplanmäßigen Professor der Neurobiologie und Verhaltenswissenschaft an der Medizinischen Fakultät der TU Dresden ernannt.
1990 war Oehler Gründungsmitglied und später auch Vorsitzender des Landesverbandes Sachsen sowie 1997–2007 Vizepräsident des Verbandes Deutscher Biologen (VdBiol).
Oehler wohnte zuletzt in Mellensee, wo er sich unter anderem im Verein „proMellensee e. V.“ für den Naturschutz engagierte. Oehler starb nach langer schwerer Krankheit. Seine Partnerin war Dr. rer. nat. Monika Jähkel, mit der er an der TU Dresden einige gemeinsame Publikationen zur Neurobiologie von Ratten veröffentlichte.